# Assad Al Hamlawi
Assad Al Hamlawi (* 27. Oktober 2000) ist ein schwedischer Fußballspieler.

## Sportlicher Werdegang
Al Hamlawi entstammt der Jugend von Smedby BoIK und wechselte später in den Nachwuchs des Ängelholms FF, für den Klub debütierte er als Teenager in der drittklassigen Division 1. Nach dem Abstieg des Klubs in die Division 2 am Ende der Spielzeit 2018 avancierte er dort zum regelmäßigen Torschützen den Klubs und machte höherklassig auf sich aufmerksam. Bereits Sommer 2019 unterzeichnete er einen ab Anfang 2020 gültigen Vertrag beim Helsingborgs IF. In der Erstliga-Spielzeit 2020 kam er unregelmäßig zum Einsatz, als der Klub als Schlusslicht der Allsvenskan in die Superettan abstieg. Zwar kam er dort vornehmlich als Einwechselspieler häufiger zum Einsatz, als die Mannschaft über die Relegation gegen Halmstads BK den Wiederaufstieg schaffte, blieb aber in der höchsten Spielklasse erneut in der Rolle des Ergänzungsspielers. Daraufhin verlieh ihn der Klub 2022 zeitweise an Jönköpings Södra IF in die Superettan.
Im Dezember 2022 unterzeichnete Al Hamlawi einen bis Ende 2026 gültigen Kontrakt beim Erstligisten Varbergs BoIS. Nachdem der Klub früh in der Spielzeit 2023 in den Abstiegskampf gerutscht war, entschied sich die Vereinsführung bereits nach einem halben Jahr, sich von ihm und dem ebenfalls neu verpflichteten Ömür Pektas wieder zu trennen. Kurze Zeit später kehrte er mit einem bis zum Jahresende gültigen Vertrag zu Ängelholms FF in die dritte Liga zurück.
Anfang 2024 schloss sich Al Hamlawi dem thailändischen Klub Prime Bangkok FC an, bei dem mit William Kvist und Alexander Tkacz bereits zwei schwedische Landsmänner unter Vertrag standen. Vor Beginn der schwedischen Zweitligasaison 2024 trainierte er im März des Jahres beim Zweitligisten IK Oddevold zur Probe mit und kehrte anschließend mit einem Zweijahresvertrag vom Aufsteiger ausgestattet nach Schweden zurück. Dort reüssierte er als regelmäßiger Torschütze und krönte sich gleichauf mit Dijan Vukojević von Degerfors IF mit 14 Saisontreffern zum Torschützenkönig. Damit war er ein Garant, dass der Klub in der zweiten Liga vorzeitig den Klassenerhalt schaffte.